# Муніципій
Муніци́пій (рум. municipiu) — адміністративно-територіальна одиниця першого (найвищого, на рівні із районами) рівня Молдови, місто з особливим статусом.
Статус муніципій мають такі міста Молдови (у 1998-2002 та з 2016 року):
- Кишинів
- Бєльці (до складу також входять села Єлизавета та Садовоє)
- Бендери (до складу також входять села Гиска, Протягайлівка)
- Комрат
- Тирасполь (до складу також входять міста Дністровськ, Новотираспольський та село Кременчуг)
- Кагул
- Унгени
- Сороки
- Оргіїв
- Чадир-Лунга
- Страшени
- Єдинці
- Хинчешти

Перші муніципії в Молдові були утворені в 1995 році (Кишинів, Тирасполь, Бендери, Бєльці). З 1998 по 2002 існувало 15 муніципій: Кишинів, Тирасполь, Бендери, Бєльці, Комрат, Кагул, Рибниця, Оргіїв, Сороки, Унгени, Дубосари, Хинчешти, Єдинці, Каушани, Тараклія.
Закон про адміністративно-територіальний устрій Республіки Молдова від 27 грудня 2001 року (вступив в дію 29 січня 2002 року) дає таке визначення поняття «муніципій»:
- «Муніципій є населеним пунктом міського типу, що відіграє важливу роль в економічному, соціально-культурному, науковому, політичному та адміністративному житті країни та має важливі промислові і торгові структури, заклади освіти, охорони здоров'я та культури».

Відповідно до закону, муніципії належать до адміністративно-територіальних одиниць першого (тобто нижнього) рівня поряд з містами, селами і комунами . Однак, на відміну від інших одиниць першого рівня, муніципії не входять до складу адміністративно-територіальних одиниць другого (верхнього) рівня — районів .
До складу автономного територіального утворення Гагаузія входить муніципій Комрат (є його адміністративним центром).
Муніципій Кишинів є столицею Республіки Молдова. До його складу входять 6 міст і 27 сіл (22 з них об'єднані в 8 комун, 2 входять до складу одного з міст). 
2002 року кількість муніципій знову скоротилася до 5: Кишинів, Тирасполь, Бендери, Бєльці, Комрат. 2014 року в першому читанні було схвалено проєкт закону про надання статусу муніципалітетів містам: Кагул, Оргіїв, Сороки та Унгени. Також було запропоновано підтримати ідею надання статусу муніципалітету містам Єдинець , Хинчешти та Чимишлія. 3 листопада 2016 року поправка була офіційно завершена, коли парламент ухвалив у другому читанні проєкт закону, який надає статус муніципалітету містам: Кагул, Єдинець, Хинчешти, Оргіїв, Сороки, Унгени, Страшени і Чадар-Лунга.

## Органи управління
Органами управління муніципія є муніципальна рада (інакше — рада муніципія) і примар (в Кишиневі — генеральний примар), який очолює примерію муніципія. В населених пунктах, що входять до складу муніципія діють місцеві ради, діяльність яких координується муніципальною радою.
Муніципальна рада складається з радників, які обираються терміном на 4 роки. Кількість радників залежить від чисельності населення муніципія. Так, рада муніципія Кишинева складається з 51 радника, муніципальна рада Бєльців — з 35 радників.
Примар муніципія також обирається загальним голосуванням на 4 роки. В нього має бути 3 заступники (у Кишиневі — 4), що обираються муніципальною радою з числа радників за пропозицією примара.
Примерія — робочий апарат примара. Працівники примеріі є державними службовцями.